# Nadelschnecken

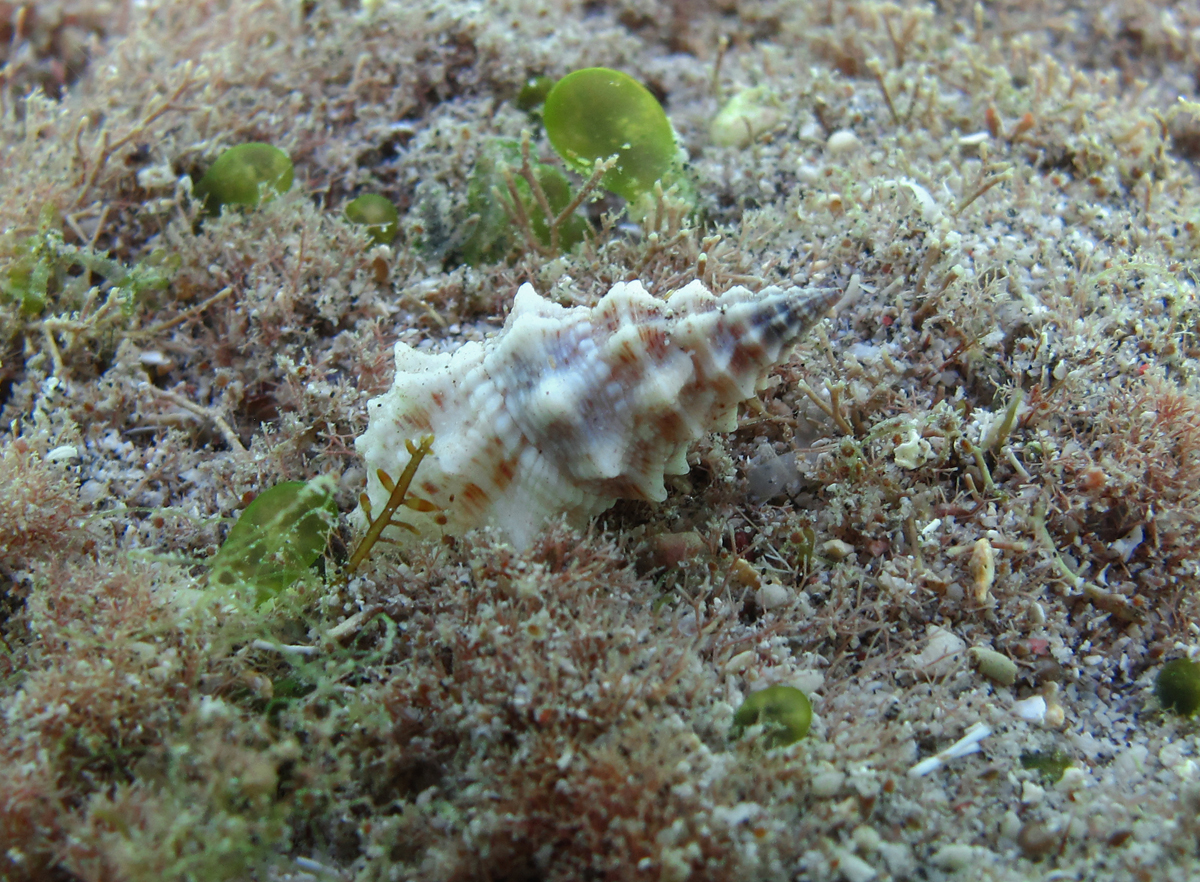
Cerithium columna, juvenil, Réunion

Die Nadelschnecken (Cerithiidae), auch Hornschnecken oder Seenadeln, sind eine Familie mariner Schnecken, die etwa 185 rezente Arten in ungefähr 24 anerkannten Gattungen umfasst.

## Merkmale
Die Cerithiidae sind kleine bis mittelgroße Schnecken und erreichen Gehäuselängen zwischen 3 mm (Bittium alternatum) und 15 cm (Cerithium nodulosum). Ihre turmförmigen, festschaligen Gehäuse weisen ein hohes, kegelförmiges Gewinde mit zahlreichen Umgängen auf und sind meist mit zahlreichen Knoten, Rippen oder Reifen besetzt. Die kleine Gehäusemündung hat an ihrer Basis einen leicht kurvigen Rand oder auch einen Siphonalkanal. Das dünne, hornige Operculum hat wenige Windungen und ist meist graun gefärbt.
Die bandförmige (taenioglosse) Radula hat in jeder Reihe sieben Zähne. Beiderseits jedes der einzeln stehenden Rachiszähne stehen je ein rhomboidaler Lateralzahn und zwei lange, hakenförmige Marginalzähne.
Die Schnecken sind getrenntgeschlechtlich. Die Weibchen legen die Eier in gallertigen spiraligen Schnüren ab. Es schlüpfen frei schwimmende Veliger-Larven, die später zu fertigen Schnecken metamorphosieren.

## Ökologie und Verbreitung
Nadelschnecken sind weltweit in Meeren im Flachwasser auf sandigen Untergründen und Korallenriffen mit Sand und Algen oder auch Fels zu finden. Sie sind in warmen und gemäßigten Zonen, insbesondere aber in den Tropen verbreitet. In der Nordsee ist die etwa 0,5 bis 1,5 cm große Genetzte Nadelschnecke (Bittium reticulatum) häufig. Einzelne Arten der Unterfamilie Bittiinae erreichen auch größere Wassertiefen. Wenige Arten treten in Mangrovenwäldern auf.
Die Nadelschnecken ernähren sich von mikroskopischen Algen und Detritus, die sie mit ihrer Radula vom Substrat abschaben.

## Fossilien
Die Gattung Cerithium ist seit der Trias belegt. Zahlreiche Arten dieser Familie dienen als Leitfossilien des marinen Tertiärs.

## Taxonomie und Systematik
Die Familie Cerithiidae wird nach Bouchet und Rocroi (2005) in drei Unterfamilien und etwa 24 Gattungen unterteilt. Die meisten Arten – etwa 84 – werden derzeit in die Typusgattung Cerithium gestellt, die in warmen Meeren weltweit vertreten ist.
Die anerkannten Gattungen der Familie Cerithiidae verteilen sich folgendermaßen auf die drei Unterfamilien:
Alabininae Dall, 1927
- Alabina Dall, 1902

Bittiinae Cossmann, 1906
- Argyropeza Melvill & Standen, 1901
- Bittiolum Cossmann, 1906
- Bittium Gray, 1847
- Cacozeliana Strand, 1928
- Cassiella Gofas, 1987
- Cerithidium Monterosato, 1884
- Ittibittium Houbrick, 1993
- Lirobittium 	Bartsch, 1911
- Neostylidium Doweld, 2013
- Pictorium Strong & Bouchet, 2013
- Varicopeza Gröndel, 1976
- Zebittium Finlay, 1926

Cerithiinae Fleming, 1822
- Cerithioclava Bruguière, 1789
- Cerithium Bruguière, 1789
- Clavocerithium Cossmann, 1920
- Clypeomorus Jousseaume, 1888
- Colina H. Adams & A. Adams, 1854
- Fastigiella Reeve 1848
- Gourmya Bayle, 1884
- Liocerithium Tryon, 1887
- Pseudovertagus Vignal, 1904
- Rhinoclavis Swainson, 1840
- Royella Iredale, 1912